# Jefim Gordon
Jefim Gordon (russisch Ефим Гордон, englisch Yefim Gordon; * 1950 in Vilnius, Sowjetunion) ist ein sowjetisch-russischer Flugzeugfotograf und Buchautor, der sich auf sowjetische Luftfahrzeuge und russische Luftfahrt spezialisiert hat.

## Leben
Gordon schloss 1972 ein Studium am Polytechnischen Institut Kaunas als Ingenieur / Elektroniker ab. Seit 1973 lebt er in Moskau, wo er als Hobby Fotografien und Bücher über die Geschichte der sowjetischen Luftfahrt sammelte. Diese Sammlung entwickelte sich zu einem großen Archiv. Seit den 1980er Jahren ist er ein professioneller Luftfahrtjournalist und Schriftsteller. Er hat als Autor und als Co-Autor ca. 100 Bücher über die sowjetische und russische Luftfahrt in Russisch, Englisch, Polnisch und Tschechisch geschrieben, Artikel in fast 100 Zeitschriften und Fotoreportagen veröffentlicht. Er ist auch als Fotograf tätig. Die 2018er Ausgabe von Janes All The World’s Aircraft zeigt 50 seiner Fotografien.
Gordon ist Mitbesitzer des Moskauer Aviatikverlages Polygon Press Ltd. Seine Werke werden auch von Midland publishing (jetzt Ian Allan Publishing), Hikoki Publications Japan und von Crécy publishing ltd. vertrieben. Als Koautor arbeitet er regelmäßig mit Dmitri und Sergei Komissarow zusammen.

## Publikationen (Auswahl)
- Tupolev Tu-160 Blackjack: The Russian Answer to the B-1 (= Red Star. Band 9). Midland, Hinckley 2003, ISBN 978-1-85780-147-7.
- mit Wladimir Rigmant: Tupolev Tu-144. Midland, Hinckley 2005, ISBN 978-1-85780-216-0.
- mit Wladimir Rigmant: OKB Tupolev. A History of the Design Bureau and its Aircraft. Midland, Hinckley 2005, ISBN 1-85780-214-4.
- Tupolev Tu-144. Midland, Hinckley 2006, ISBN 1-85780-216-0.
- mit Dmitri Komissarow: Antonov An-12: The Soviet Hercules (= RedStar. Nr. 33). Midland, Hinckley 2007, ISBN 978-1-85780-255-9.
- mit Sergei & Dmitri Komissarow: U.S. Aircraft in the Soviet Union and Russia. Midland, 2009, ISBN 978-1-85780-308-2, S. 245 f.
- mit Wladimir Rigmant: OKB Tupolev. Midland, 2000, ISBN 1-85780-214-4, S. 325–327.
- mit Sergei Komissarow: Unflown Wings: Soviet/Russian unrealised aircraft projects 1925–2010. Ian Allen, Birmingham 2013, ISBN 978-1-906537-34-0.
- mit Sergei Komissarow: OKB Sukhoi. A History of the Design Bureau and its Aircraft. Ian Allen, ISBN 978-1-85780-314-3, S. 515–518.
- mit Tony Buttler: Soviet Secret Projects. Fighters Since 1945.

| Personendaten    | Personendaten                                        |
| ---------------- | ---------------------------------------------------- |
| NAME             | Gordon, Jefim                                        |
| ALTERNATIVNAMEN  | Гордон, Ефим (russisch)                              |
| KURZBESCHREIBUNG | sowjetisch-russischer Flugzeugfotograf und Buchautor |
| GEBURTSDATUM     | 1950                                                 |
| GEBURTSORT       | Vilnius, Sowjetunion                                 |